# Choanostomellia filatovae
Choanostomellia filatovae är en djurart som tillhör fylumet skedmaskar, och som först beskrevs av Zenkevitch 1964.  Choanostomellia filatovae ingår i släktet Choanostomellia och familjen Bonelliidae. Inga underarter finns listade i Catalogue of Life.